# Quinoa
Chenopodium quinoa
Espèce
Classification APG III (2009)
Le quinoa (Chenopodium quinoa) est une espèce de plantes herbacées annuelles de la famille des Amaranthaceae (selon la classification phylogénétique) ou de celle des Chenopodiaceae (dans la classification de Cronquist). C'est une pseudocéréale, plutôt qu'une véritable céréale, car ce n'est pas une graminée. Le quinoa est de la même famille botanique que la betterave, l'épinard et l'amarante.
Cette plante traditionnelle est cultivée depuis plus de 5 000 ans sur les hauts plateaux andins d'Amérique du Sud. Comme le haricot, la pomme de terre et le maïs, le quinoa était à la base de l'alimentation des civilisations précolombiennes, mais, contrairement à ces derniers, il n'a pas retenu l'attention des conquérants espagnols à cause de la teneur en saponine de l'enveloppe de ses graines qui les rend amères, et du fait que la farine qui en est tirée n'est pas panifiable en raison de l'absence de gluten.
Dans les années 1970, la découverte des qualités nutritionnelles exceptionnelles de la graine de quinoa dans les pays industrialisés impulse sa vente dans les magasins de produits diététiques issus de l'agriculture biologique et du commerce équitable puis dans les grandes surfaces. Une forte croissance de la demande entraîna la multiplication par quatre des prix au producteur bolivien entre 2000 et 2010. L'essor de la culture du quinoa qui s’ensuivit conduit à une amélioration importante du niveau de vie des populations de l’Altiplano. En 2013, l'année internationale du quinoa, dont le secrétariat a été assuré par la FAO, a contribué à la reconnaissance mondiale du quinoa.
Aujourd'hui l'expansion de la culture de quinoa sur tous les continents est telle que plus de 125 pays le cultivent, mais la quasi-totalité du quinoa est produite par les petits producteurs du Pérou, de la Bolivie et de l’Équateur et maintenant par les agriculteurs d’Amérique du Nord.

## Étymologie et nomenclature
L’espèce Chenopodium quinoa a été décrite la première fois par Carl Ludwig Willdenow (1765-1812), un botaniste allemand qui étudia de nombreuses plantes d'Amérique du Sud, rapportées par les explorateurs Alexander von Humboldt et Aimé Bonpland.
Le nom de genre Chenopodium est composé de deux mots grecs, χήν, génitif χηνός, khên, khênos « oie » et πόδιον, podion « petit pied », soit « patte d’oie », en raison de la ressemblance des feuilles avec la trace d'une patte d'oie. C'est la traduction du latin pes anserinus, « patte d'oie », utilisé par les botanistes pré-linnéens. 
L’épithète spécifique quinoa est un emprunt à l’espagnol quinua ou quinoa, lui-même dérivé du quechua kinwa.
Apparu en français en 1816, le terme quinoa a la même origine que l’épithète spécifique de la botanique et suit les règles d’adaptations phonologiques et grammaticales des emprunts lexicaux: kinwa (quechua) → quinua (esp.) → quinoa (fr). Le mot s’est diffusé en français, par la diététique, dans la seconde moitié du XXe siècle. 
L'usage du masculin s'est imposé dès le début du XIXe siècle bien que le mot soit féminin en espagnol, puisque les noms terminés en a sont de genre féminin. Mais cette règle, qui n’est pas valable en français, n’a aucune raison de s’appliquer à un mot qui est rentré dans le lexique français au masculin depuis deux siècles (voir emprunts lexicaux).
De surcroît, le quechua n’a pas de genre grammatical. Le quechua est une langue agglutinante, dans laquelle le nom est constitué d'une base à laquelle peuvent venir s’ajouter, une série de suffixes possessifs, la marque de pluriel -kuna, puis en dernier les marques casuelles. Il n’y a pas d’article. Les Incas surnommaient le quinoa chisiya mama, qui signifie en quechua « mère de tous les grains ».

## Botanique

### Description
Chenopodium quinoa est une plante annuelle, de un à deux mètres de haut, voire plus. La tige centrale est cylindrique au collet et devient plus anguleuse plus haut. Elle peut être unique ou bien présenter de nombreuses ramifications, avec un diamètre allant de un à huit centimètres et une hauteur de 0,5 à 3 m, selon les variétés et les conditions de culture comme la densité d’ensemencement ou la fertilisation. Sa couleur est aussi très variable : uniformément verte, verte avec des stries violettes ou rouges, ou bien uniformément rouge.
Les feuilles alternes se composent d’un pétiole long et fin et d’un limbe variable suivant la position sur la tige ; les feuilles du bas sont grandes jusqu’à 15 cm sur 12 cm, et de forme rhomboïdale ou triangulaire, celles du haut sont petites, d’environ 10 mm  sur 2 mm, lancéolées ou triangulaires. La marge est plus ou moins ondulée : quelques lobes (pour la race du Sud du Pérou et de la Bolivie), de 3 à 12 lobes (Centre du Pérou), crénelée (Nord du Pérou et Équateur).
La couleur des feuilles varie en fonction des génotypes, elles sont généralement vertes lorsqu’elles sont jeunes puis elles virent au jaune, rouge ou violet. Ces couleurs sont le résultat de la présence de pigments végétaux appelés bétalaïnes qui sont de deux types : bétacyanines (rouge-violet) et bétaxanthines (jaune).

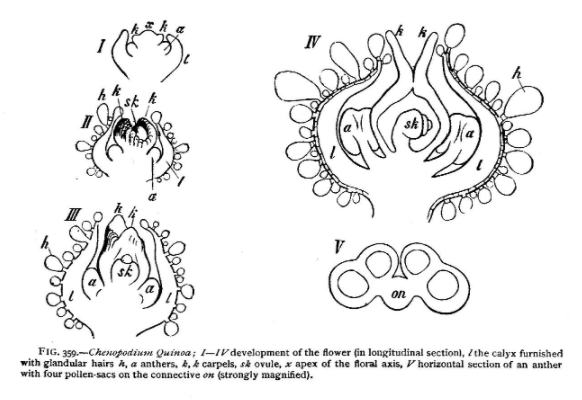
Fleur de quinoa, section

L’inflorescence est une panicule typique, c’est-à-dire une grappe de grappes, portant des glomérules (de courtes ramifications portant une juxtaposition de fleurs sessiles donnant un aspect globuleux). La longueur de la panicule est variable (de 30 à 80 cm), le nombre de glomérules par panicules varie de 80 à 120. On peut trouver de grandes panicules qui produisent jusqu’à 500 g de graines par inflorescence.
La fleur peut être hermaphrodite ou unisexuée femelle. La première est constituée d’un périgone sépaloïde (à 5 tépales), d’un pistil avec un ovaire ellipsoïde et 2 à 3 stigmates et 5 étamines. La fleur femelle se compose seulement d’un périgone et d’un gynécée. La pollinisation est essentiellement autogame, seulement 10 % en allogamie.
Le fruit est un akène, comportant trois couches : périgone, péricarpe et épisperme. Le périgone peut être vert, rouge ou pourpre. Le périgone se détache en général facilement à maturation, par lavage ou par frottement à l’état sec. Le péricarpe du fruit, lui aussi de couleur variable (translucide, blanc sale, jaune, rose, rouge etc.),  adhère à la graine et est éliminé par décorticage abrasif avant la consommation. L’épisperme entoure la graine en formant une membrane très mince. L’embryon, constitué de deux cotylédons et de la radicule, est à la périphérie de la graine. La graine est très petite, environ 2 mm.

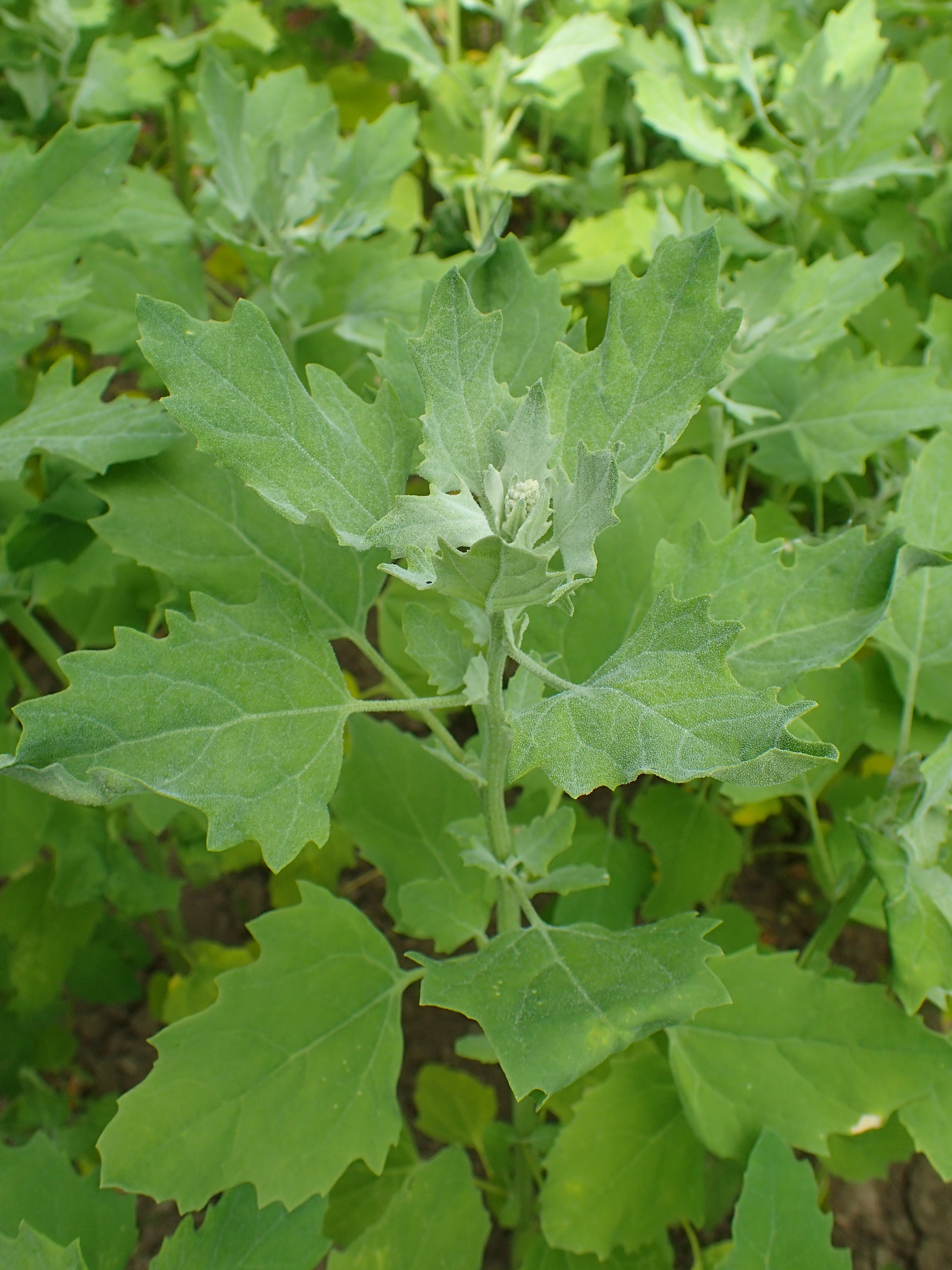
Quinoa, feuilles triangulaires, lobées
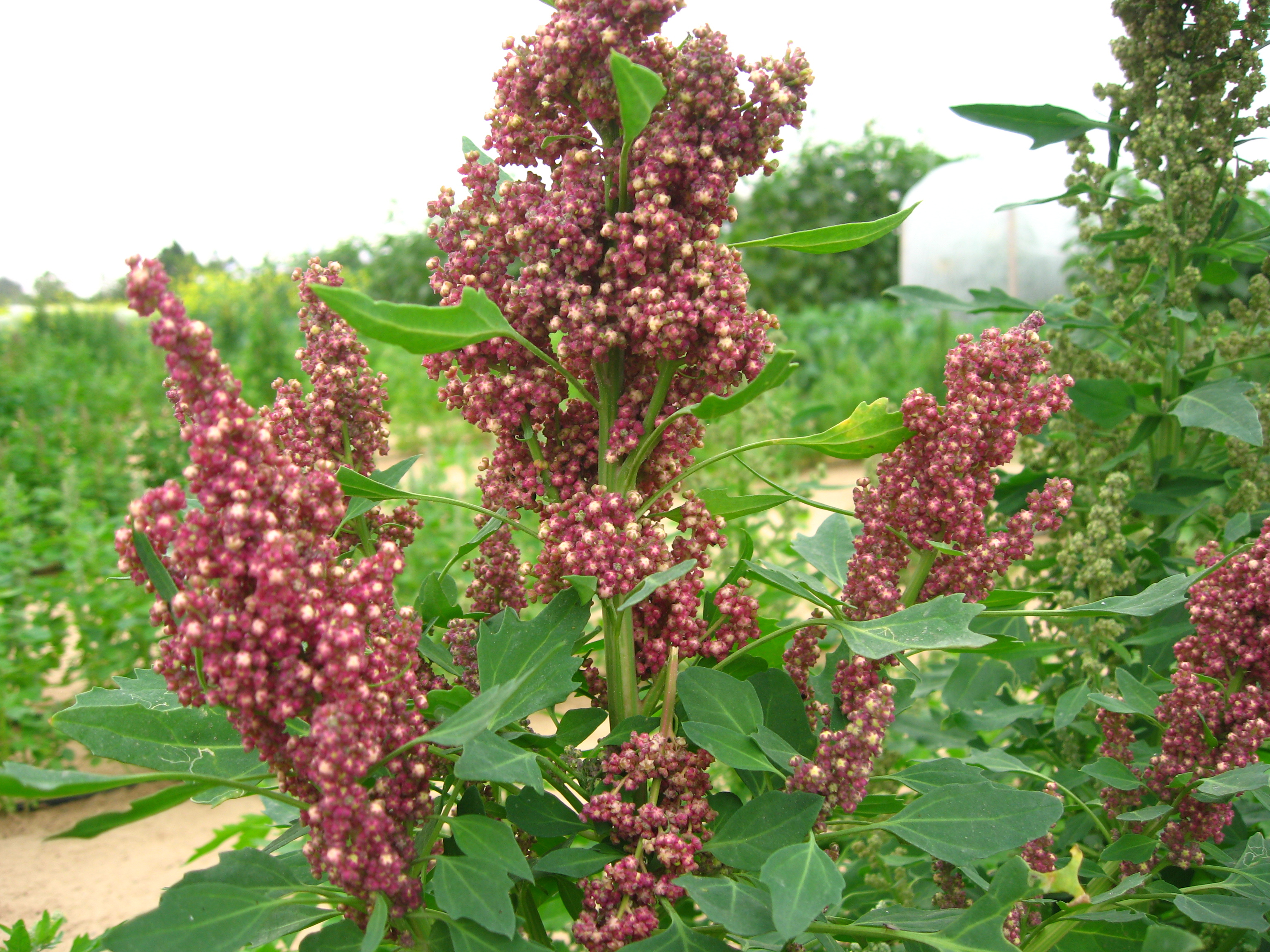
Inflorescence
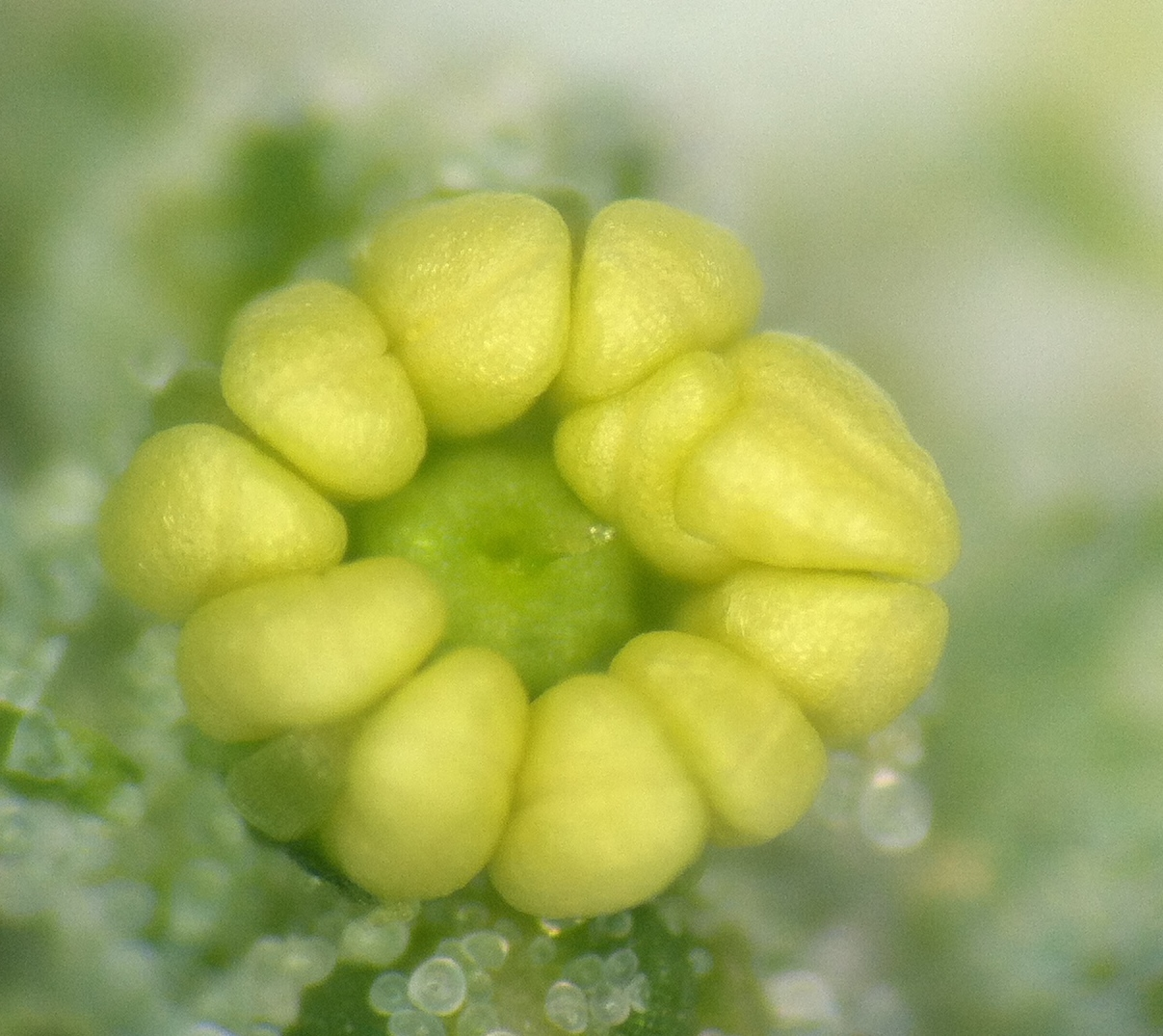
Fleur avant l’anthèse (sans ses sépales); 5 grandes anthères jaunes bilobées, au centre : l’ovaire
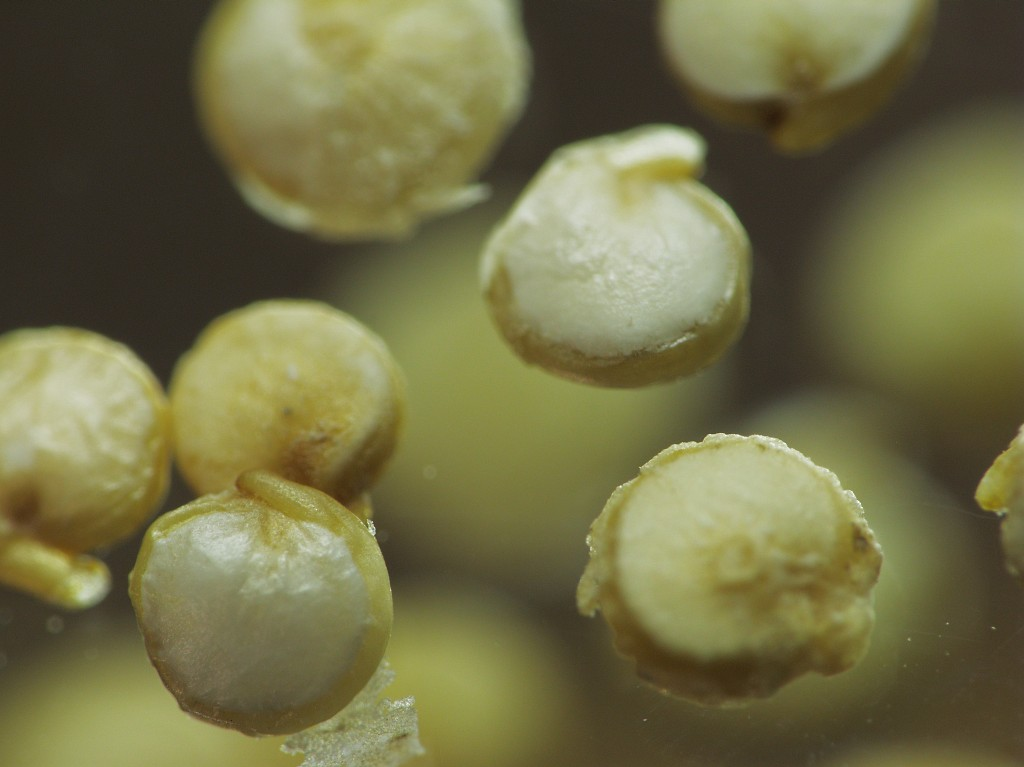
Graines entières

### Distribution et habitats

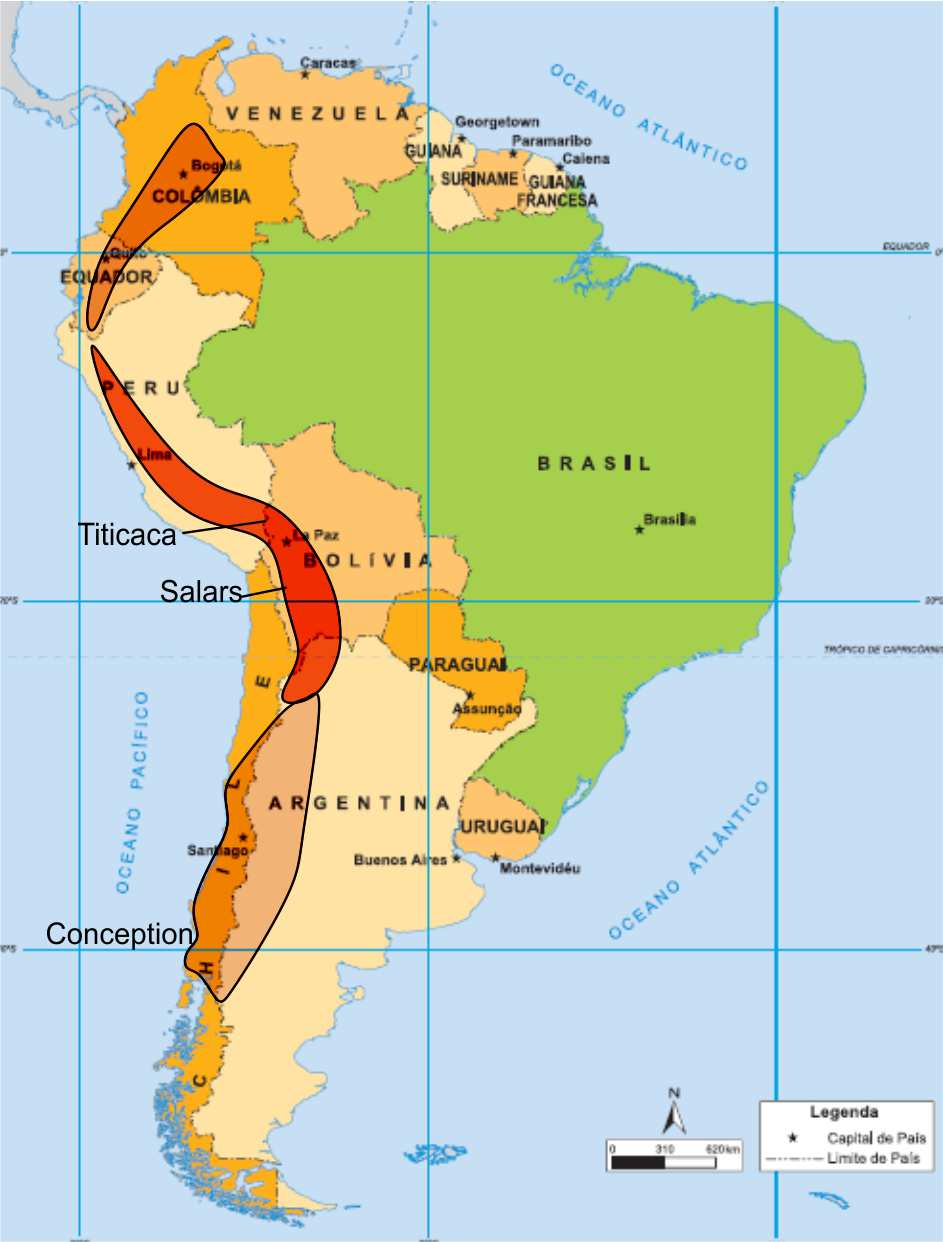
Distribution de la culture traditionnelle du quinoa en Amérique du Sud

Le centre d’origine du Chenopodium quinoa est situé autour du lac Titicaca, à 3 800 m d’altitude, dans les Andes péruviennes et boliviennes, du fait de la très riche variabilité des quinoas qu’on y rencontre encore. La datation précise de la domestication est difficile mais elle a dû avoir lieu il y a environ 6 000 à 7 000 ans.
Le quinoa est cultivé en Amérique du Sud, plus spécialement dans la zone des Andes, de la latitude de 4° N en Colombie jusqu’à 40° S au Chili, à partir du niveau de la mer jusqu’à une altitude de 4 000 mètres.
Les essais de culture hors de cette zone andine sont nombreux en Amérique du Nord, en Europe et dans de nombreux autres pays. La production de l'Amérique du Nord pourrait avoir dépassé celle de l'Équateur.

## Variétés
La grande variabilité morphologique rend toute classification difficile. Une classification de 1968 rapporte 17 variétés différentes identifiées à partir d’échantillons de quinoa collectés en Équateur, au Pérou et en Bolivie. Elle distingue deux catégories déterminées par le type d’inflorescence :
- inflorescence glomériforme, formée de petits groupes de fleurs issus d’axes tertiaires du rachis. Variétés : Cajamarca, Copacabana, Cuzco, Challapata, Cochabamba, Sicuani, Junín, Ancash, Glorieta, Dulce
- inflorescence amaranthiforme, formée de glomérules provenant d’axes secondaires. Variétés : Achacachi, Puno, Real, Potosi, Puca, Sucre et Pichincha)

En alimentation, les classifications distinguent aussi deux grandes familles de quinoa, selon un caractère gustatif de la graine : le quinoa amer (« quinua amarga ») et le quinoa doux (« dulce »). La première, traditionnellement cultivée dans les Andes depuis plus de 5 000 ans nécessite le lavage et la scarification des grains à cause de la teneur en saponine de l'enveloppe (amère et présentant un certain taux de toxicité). Mais pour l’agriculteur, elle a l’avantage de repousser les attaques d’insectes et d’oiseaux et d’éviter les traitements phytosanitaires. Il s'agit de la variété majoritairement exportée en Occident par le biais du commerce équitable. 
La « dulce », issue de sélections variétales plus récentes, contient peu ou pas de saponine. La teneur en saponines peut être de 12 à 50 fois inférieure à la normale : les douces ayant 0,2 à 0,4 g/kg de sapogénines contre 4,7 à 11,3 g/kg pour les amères.
Selon les adaptations développées aux différents écosystèmes dans lesquels l’espèce pousse, environ 3 000 variétés de quinoa, sauvages ou cultivées (cultivars), ont pu être regroupées en cinq catégories ou écotypes,, :

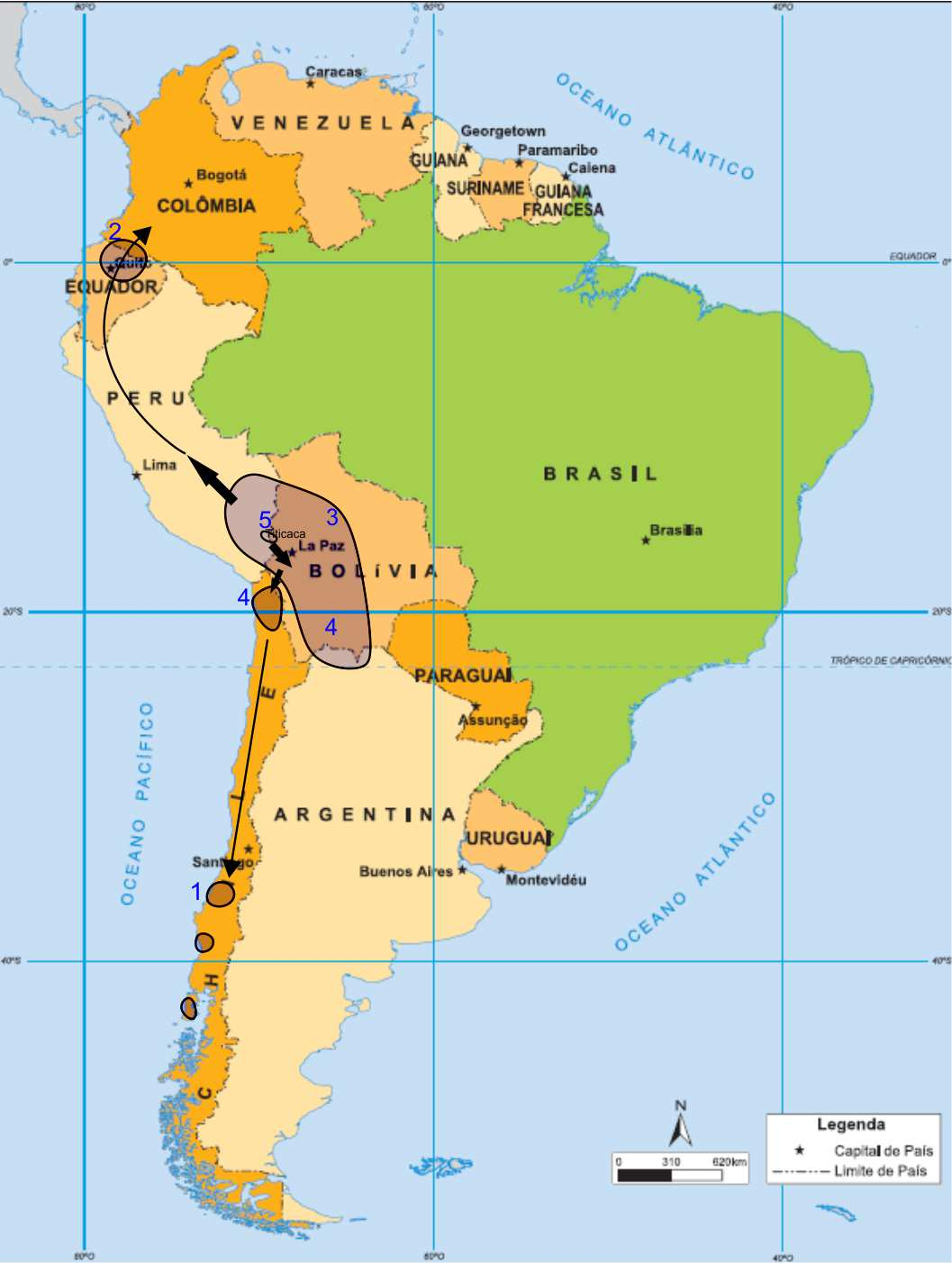
Modèle de dynamique évolutive des 5 écotypes des variétés de quinoa cultivé (de D. Bazile)

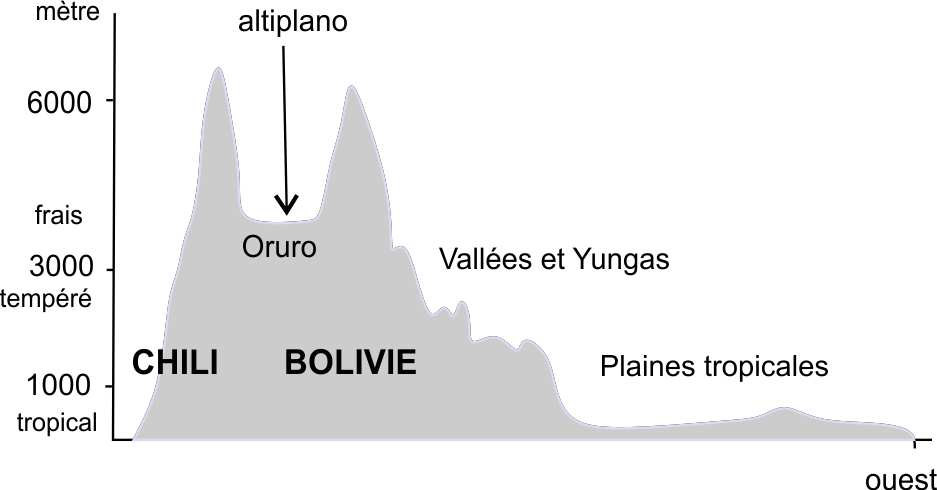
Profil de la Bolivie montrant l'Altiplano, les vallées d'altitude et les plaines tropicales

1. quinoa des zones situées au niveau de la mer. Il provient du centre et du sud du Chili, autour de 30°S de latitude, en particulier dans la région de Concepción et de Valdivia. Leur limite altitudinale se situe autour de 1 500 m comme dans les jardins des femmes mapuches. La plante fait de 1 à 1,4 m de hauteur, majoritairement non ramifiée. Elle produit de petites graines plates, jaunes, translucides et riches en saponines, amères.
2. quinoa des vallées arides (comme Junín, Pérou) et des vallées humides (comme Cajamarca, Pérou) provenant vallées inter-andines situées entre 2 500 et 3 600 mètres d’altitude, vallées du Sud de la Colombie, de l’Équateur, du Pérou et de la Bolivie. Les plantes sont hautes, certaines atteignant jusqu’à 3,5 mètres, sont adaptées à des températures comprises en 10 et 18 °C et ne résistent pas au gel. La plupart sont ramifiées et produisent des grains de petite taille, contenant peu de saponines.
3. quinoa des zones subtropicales provenant des vallées inter-andines de la Bolivie, dans la région des Yungas, à des altitudes comprises entre 1 500 et 2 000 mètres. Leur adaptation au climat subtropical leur permet de supporter des niveaux plus élevés de précipitation et de chaleur. Les plantes sont de couleur intense et leur tige à la particularité de prendre une coloration orangée à l’état mature. Les graines sont petites, blanches ou orange.
4. quinoa des « Salares » provenant des environs de vastes déserts de sel du sud de l’altiplano bolivien (comme près du Salar d'Uyuni), de la puna du nord du Chili (frontière avec la Bolivie) et du nord-est de l’Argentine, situés à près de 3 000 mètres d’altitude. Dans ces déserts d’altitude règnent des conditions xérophytiques extrêmes avec souvent moins de 200 mm de précipitations annuelles, parfois jusqu’à 250 jours de gel dans l’année et des températures hivernales qui descendent en dessous de −20 °C. Le quinoa est la seule plante cultivée qui résiste aux conditions pédoclimatiques des salars. Le quinoa peut résister à des conditions extrêmes : des températures de −8 °C, des sols alcalins jusqu’à un pH de 8 et une haute salinité. La culture se fait en jachère biannuelle en cours de laquelle le terrain emmagasine de l’eau en profondeur qui servira à la croissance du quinoa planté l’année suivante[15]. Les graines sont grosses avec une haute teneur en saponines. Après préparation pour enlever la saponine de la couche externe du grain, ces quinoas sont vendus en France sous le nom de Quinoa Real[n 3].
5. quinoa des hauts plateaux provenant des régions montagneuses autour du Lac Titicaca, à 3 800 m d’altitude, où les conditions de culture sont variables, avec de faibles précipitations (400 à 800 mm par an et des conditions de température favorables (6 à 17 °C). Les plantes sont de petite taille (entre 0,5 et 1,5 mètre de hauteur) et donnent des grains blancs.

Le quinoa est une espèce d’une grande variabilité génétique qui a été capable de développer des adaptations morphologiques et physiologiques particulières à cinq types d’écosystèmes extrêmement différents, résultat d’une gestion active des agriculteurs autochtones andins.  Cette grande biodiversité cultivée est majoritairement préservée in situ par les paysans andins dans leurs champs.

## Histoire de la domestication
Le quinoa fait partie d’un complexe de Chenopodium tétraploïdes dont les relations sont encore incertaines. Ses progéniteurs probables sont Chenopodium hircinium, un tétraploïde de plaine ou un autre tétraploïde éteint des Andes.
Des études archéologiques expliquent comment les espèces sauvages de Chenopodium étaient consommées par les chasseurs et les cueilleurs à l'époque archaïque (8000-3000 av.J.-C.) au Pérou, en Argentine et au Chili. Ces populations ont vraisemblablement conduit la domestication du quinoa.
Il a été domestiqué il y a 6 000 à 7 000 ans, dans la région andine aux alentours du lac Titicaca, à 3 800 m d’altitude, région située à cheval sur le Pérou et la Bolivie où il est accompagné par l’adventice appelée localement ajara, Chenopodium quinoa subsp. milleanum (Aellen) Aellen (1943).
Des restes archéologiques de quinoa ont été trouvés à Ayacucho au Pérou et datés de 5 000 ans av. J.-C. selon les premières analyses, mais des analyses postérieures ont donné des dates plus tardives[Lesquelles ?]. Dans un contexte funéraire, les graines trouvées à Chinchorro au Chili, ont été datées de 3000 av. J.-C. et enfin des traces ont été découvertes en Bolivie datant de 750 av. J.-C.,. Des graines ont également été retrouvées en quantité abondante dans des sépultures indigènes à Tiltil et Quillaga au Chili.
Bien que de nombreuses lacunes restent à combler afin de déterminer quand et où le quinoa a été domestiqué, les données disponibles suggèrent que la domestication s'est produite dans le centre-sud des Andes avant 3000 av. J.-C. En effet, des graines domestiquées ont été trouvées dans ces pays datant de cette période, et la datation directe au radiocarbone place le quinoa archéologique vers 2000 av. J.-C. dans les Andes du centre du Chili.
Le processus de domestication a abouti à une augmentation notable de la taille de la tige, de celle de l’inflorescence et des graines, à un positionnement de l’inflorescence en bout de tige, à la perte des mécanismes de dispersion des graines à maturité et à des niveaux variés de pigmentations. Ce processus global s'est différencié localement en cinq écotypes.

## Histoire de la culture
Depuis plusieurs millénaires, le quinoa est cultivé dans la cordillère des Andes malgré des conditions climatiques très difficiles. Il constituait, avec la pomme de terre et la maïs, une part importante de l’alimentation des communautés andines. À la suite de la colonisation espagnole des Andes, le quinoa fut rejeté et méprisé comme « nourriture indienne » et tout le savoir accumulé sur sa culture et sa consommation par des populations autochtones andines faillit être perdu. Ce n’est qu’à partir des années 1970, que les consommateurs du Nord se sont intéressés au quinoa et que les communautés andines (particulièrement de Bolivie) ont su profiter de cette demande pour se lancer dans une culture d’exportation. À la même époque, des essais de cultures à grande échelle sont faits en Amérique du Nord et en Europe suivant les modèles de culture conventionnels ayant recours aux engrais chimiques et aux pesticides. La FAO encourage aussi la conquête de nouveaux milieux arides pour la culture du quinoa au Moyen-Orient, en Afrique et en Asie. Le nombre de pays cultivant du quinoa est passé de 6 à 13, tandis que 23 autres pays sont en train d'expérimenter activement avant de lancer la production au champ dans un proche avenir (State of the art report on quinoa around the world in 2013, 2015).
La conquête mondiale du quinoa va-t-elle suivre l’exemple de la pomme de terre, il y a 200 ans ?

### La culture vivrière indigène

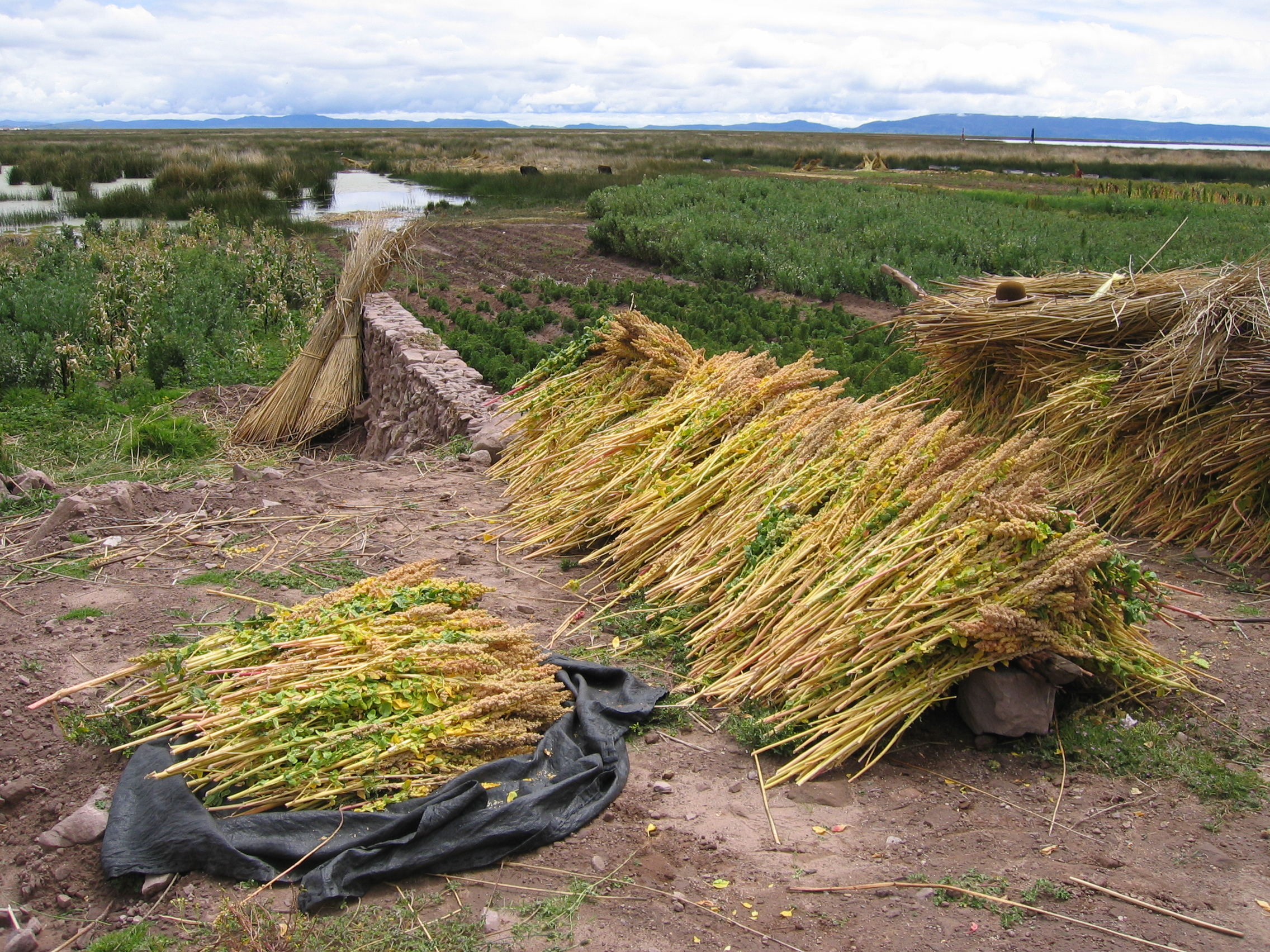
Gerbes de quinoa mises à sécher, près du lac Titicaca

Le quinoa était cultivé aux abords du lac Titicaca et dans toute la zone andine. Pendant la période pré-Inca et Inca, il a été établi qu’il était largement cultivé de Bogota en Colombie (5° N) vers le Sud à travers le Pérou et la Bolivie jusqu’à l’île de Chiloé au Chili (42°S) et au Sud-Est de Córdoba en Argentine, du niveau de la mer jusqu’à des altitudes d’environ 3 800 mètres.

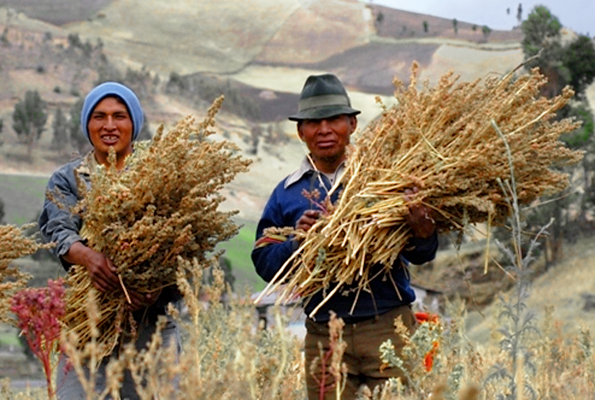
Récolte en Équateur

Le quinoa semble avoir joué un rôle très important dans les civilisations des Andes, en particulier dans les zones d’altitude où il prenait le relais du maïs. Il représentait un aliment important (avec la pomme de terre et d’autres tubercules) pour les populations de l'Altiplanao non incas qui en consommaient à la fois les feuilles et les graines. Par contre, les populations incas mangeaient des pommes de terre et faisaient de la bière de maïs et s’ils cultivaient un peu le quinoa, on ne peut le considérer comme le « blé des Incas ». Cette formule est selon Richard Joffre (cnrs), un mauvais slogan publicitaire, car il n'a pas été l'aliment de base des Incas.
Les communautés du monde andin préhispanique vivaient dans un univers beaucoup plus ouvert et plus vaste qu’on ne l’avait d’abord pensé. Leur économie fonctionnait selon un modèle appelé d’« archipels verticaux », de façon à assurer le contrôle vertical d’un maximum d’étages écologiques et d’assurer une diversification de leurs cultures et de leur alimentation. Tandis que sur l’Altiplano autour du lac Titicaca, l’ethnie Lupaca (de langue aymara), forte de quelque 100 000 habitats au XVIe siècle, cultivait le quinoa et divers tubercules andins (pommes de terre, oca et ulluco), les seuls à pousser à cette altitude, les colonies de la côte du Pacifique, à 10-12 jours de marche, fournissaient maïs et piments alors que celles de l’est, à deux jours de marche, fournissaient la coca et le miel. Cette organisation verticale du terroir se vérifie en d’autres endroits.
Ainsi, les habitants de l’Altiplano sud produisaient principalement de la pomme de terre et/ou du quinoa. Des caravanes de lamas partaient échanger des produits, vers l’ouest sur la côte de l’actuel Chili ou vers l’est dans les vallées inter-andines boliviennes. Ils ramenaient des fruits, du maïs, de la coca et plus récemment des farines et du sucre.
Sa culture constituait une agriculture vivrière, tournée vers l'autoconsommation, essentielle pour les peuples Quechua (Pérou) et Aymara (Bolivie) des régions rurales. Une pratique courante est de cultiver le quinoa en rotation avec la pomme de terre, une autre plante originaire des Andes.

### La culture d’exportation à partir des années 1970

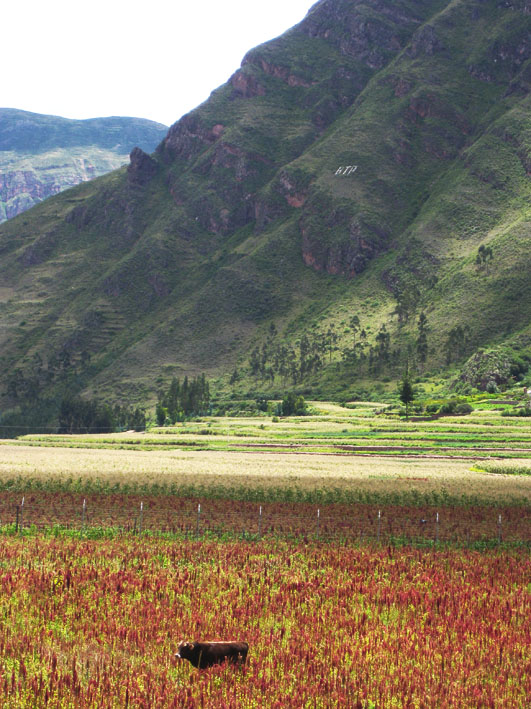
Champ de quinoa à Cusco (Pérou)

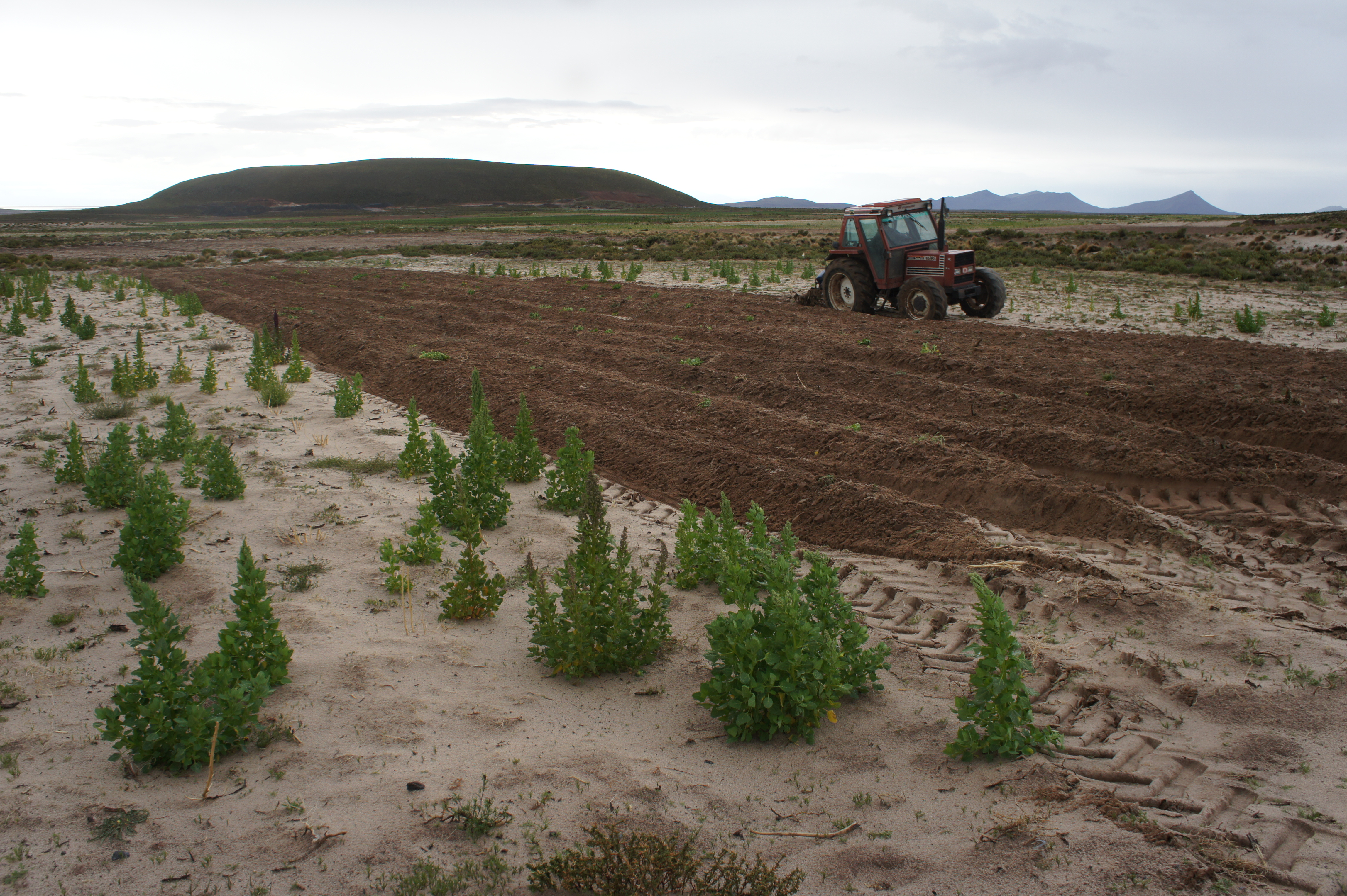
Labourage d’un champ en préparation d’un semis de quinoa. Cette pratique peut conduire à une dégradation du sol, comme le montre la maigre performance de la culture à gauche (Chacala, Uyuni)

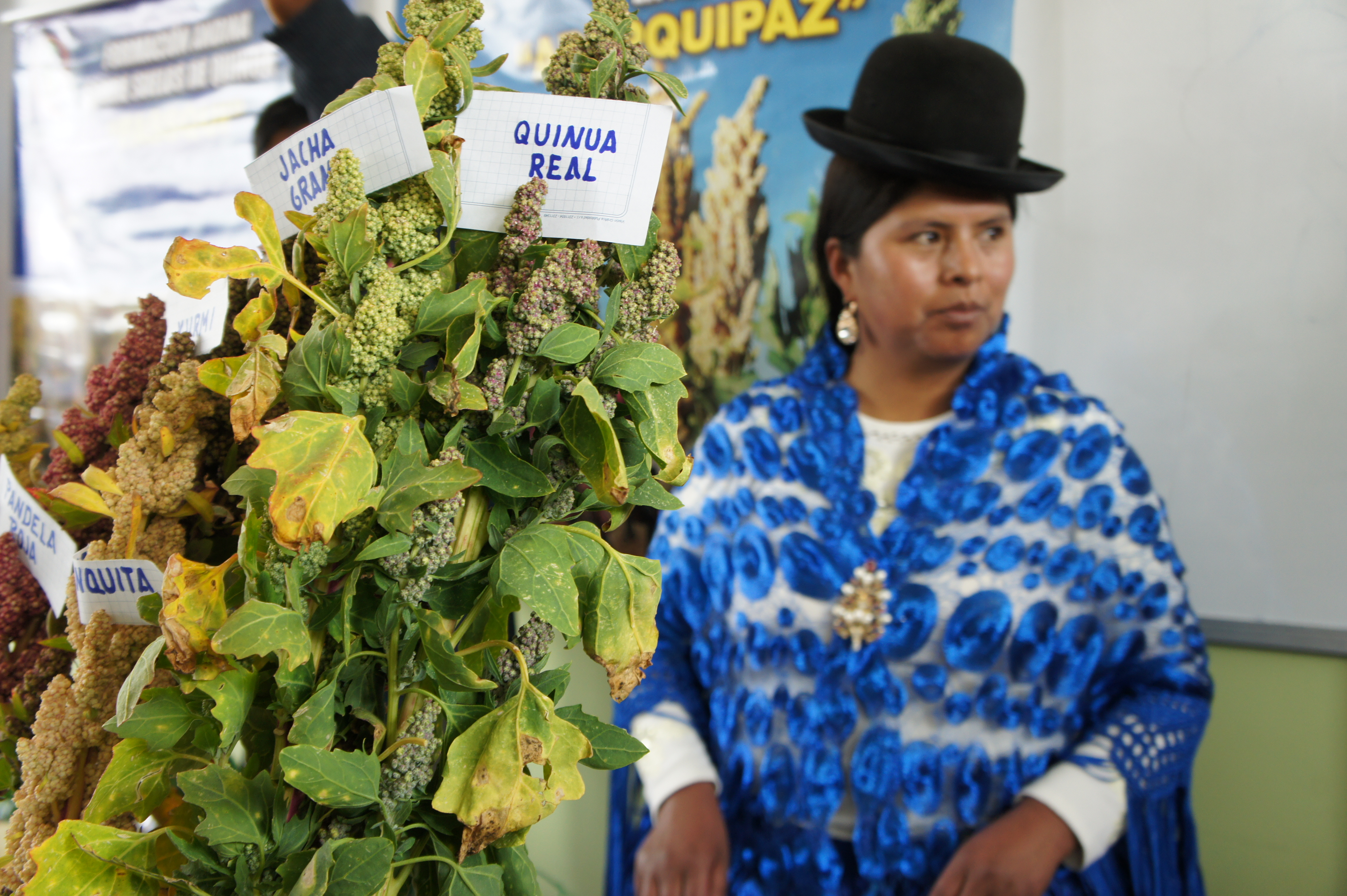
Vente de quinoa real, Altiplano sud

En 1989, Rebecca Wood publie l'ouvrage Quinoa, the Supergrain, qui souleva l’enthousiasme des personnes en quête d’une alimentation plus saine et plus spécifiquement l’enthousiasme des personnes allergiques au gluten puisque cette céréale, de même que l’amarante à grains, en est totalement dépourvue. La demande augmenta conséquemment en Amérique du Nord et en Europe. Au Pérou et en Bolivie, on commença à réaliser le potentiel nutritionnel et agronomique de cette culture, et on développa une culture destinée à l’exportation dans le monde entier. Les principaux domaines de production se développèrent de la Colombie, au sud du Chili, en passant par les hautes terres de l’Équateur et sur l’Altiplano en Bolivie et au Pérou, où cette culture n’a cessé de prendre de l’importance. 
Entre 2000 et 2010, en Bolivie, le prix au producteur de quinoa a été multiplié par quatre. De nombreuses familles paysannes parties travailler ailleurs revinrent vers les zones de production. Le boom du quinoa qui s’ensuivit a conduit à une amélioration importante des conditions de vie des populations locales qui purent envoyer leurs enfants au collège et à l’université, avoir accès aux soins médicaux et à l’amélioration de l’habitat. Ce résultat tient à une caractéristique particulière de l’insertion de cette culture traditionnelle dans le circuit mondial : elle a été impulsée par les communautés locales et non par des multinationales. Ce qui n’est pas le cas par exemple de l’huile de palme, dont la culture industrielle est impulsée par les groupes pétroliers pour faire du biocarburant ou les groupes agro-alimentaires pour faire du Nutella.
Réputé pour sa capacité de résistance face à des conditions climatiques extrêmes (sécheresse, gel), le quinoa est cultivé depuis le niveau de la mer au Chili jusqu’à près de 4 000 m d’altitude sur l’Altiplano boliviano-péruvien où les sols sont pauvres et les conditions climatiques sont particulièrement rudes. Il est capable de s’adapter à des sécheresses fréquentes, au gel, à la grêle, aux vents violents, à la forte radiation solaire due à l’altitude, au sel mais aussi à différentes maladies, parasites et ravageurs. La culture du quinoa dans ce milieu extrême ne demande ni d'herbicides (les mauvaises herbes ne poussent pas) ni d'insecticides ou de fongicides pour peu que des variétés amères contenant de la saponine soient utilisées.
Les communautés agraires andines cultivent toujours le quinoa selon des pratiques agroécologiques dites « traditionnelles » avec un minimum d’impacts environnemental et sanitaire. Aussi est-il reconnu par les consommateurs sur les marchés mondiaux comme un produit sain.

### Culture hors de la zone andine
Le médecin et botaniste Joseph Dombey, appointé en 1775 par le ministre Turgot (de Louis XVI) pour botaniser au Pérou, expédia des semence de quinoa en France en 1778. Mais les graines semées ne réussirent pas. Un demi-siècle plus tard, la semence de quinoa fut aussi introduite en Angleterre (en 1822) et a mûri ses graines dans les jardins de Kew. M. Loudon consacra un long article de présentation dans le Gardener’s magazine de décembre 1834. En France, M. Vilmorin lui consacra une note importante sur sa naturalisation dans Le Bon jardinier de 1839. D’autres tentatives d’essais du quinoa eurent lieu au milieu du XIXe siècle en Allemagne et au Kenya.
Il faut attendre les années 1970, pour voir une expérience de culture pionnière menée à large échelle au Colorado (aux États-Unis), et être graduellement étendue à d’autres États. Au Canada, le quinoa est cultivé sur les basses terres du Saskatchewan et de l'Ontario. Cependant, si ces évolutions semblent significatives à première vue, elles sont négligeables au regard des volumes effectivement vendus aux États-Unis et qui restent toujours dépendants des importations d'Amérique du Sud.
La culture du quinoa a été essayée en Europe en 1978 en utilisant du matériel génétique chilien, provenant de l’écotype du niveau de la mer. Deux chercheurs, Juan Risi et Nick Galwey ont principalement orienté le travail de création variétal pour les latitudes européennes. En Angleterre, le quinoa est resté essentiellement cantonné à une plante de couverture. À partir de Cambridge, la culture du quinoa fut étendue au Danemark, aux Pays-Bas et d’autres pays d’Europe. Des essais furent menés aussi au Brésil et en Asie (Inde et Chine).
En France, l’expérimentation a commencé dans la vallée de la Loire et repose pour beaucoup sur la SARL Abbottagra, avec l’appui scientifique de l’École supérieure d'agriculture d'Angers et l’université de Wageningen aux Pays-Bas. Les agriculteurs travaillent sous contrat avec des semences de variétés certifiées des Pays-Bas et vendent l’essentiel de leur production à des entreprises agroalimentaires pour être intégrée à des plats préparés. En 2015, les surfaces emblavées devraient atteindre 1 500 hectares (Bazile, 2015).
Après que la NASA eut sélectionné le quinoa comme une espèce cultivée pour installer des missions extraterrestres, en soulignant sa composition équilibrée entre tous les acides aminés essentiels, la FAO décide d’une première grande expérimentation à l’échelle mondiale entre 1996 et 1998 concernant 15 pays puis 26 pays entre 2013 et 2014.
Toutefois les modes de production de l’agriculture familiale andine génèrent nettement moins d’impact environnemental et sanitaire, malgré un voyage en conteneur sur près de 10 000 km, qu’un quinoa produit plus près de ses consommateurs mais de façon conventionnelle, avec un recours à la mécanisation et à des intrants chimiques consommateurs de pétrole.

## Pays producteurs, environnement et commerce
Le Pérou et la Bolivie sont les deux premiers producteurs mondiaux de quinoa, devant l’Équateur (cf. tableau ci-dessous ; les chiffres donnés par le syndicat bolivien l'ANAQPI sont bien plus élevés que ceux de la FAO, puisqu'ils font état de plus de 30 000 tonnes dès le début des années 2000 alors que la FAO indique 24 000 tonnes en 2004). L’association nationale des producteurs de quinoa (ANAPQUI), créée en 1983, est le principal producteur de quinoa du pays. 

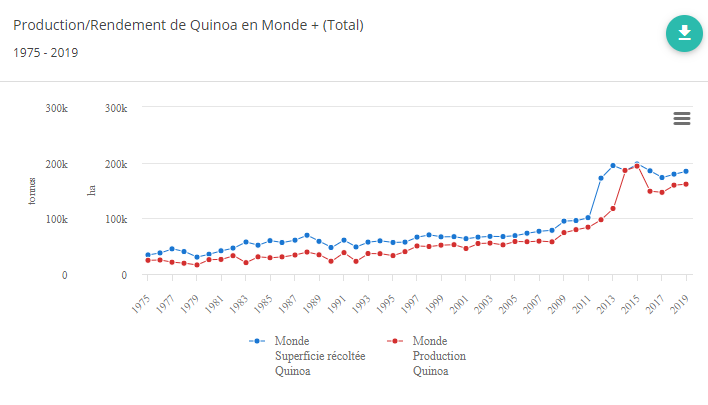
Production mondiale de quinoa de 1975 à 2019. Les statistiques de la FAO ne prennent en compte que les trois pays andins

Dans les trois pays andins producteurs, on observe suivant les données de FAOSTAT, une croissance de la surface cultivée totale et de la production totale de 1975 à 2011, aboutissant à une production multipliée par 3,41 au bout de 44 ans (soit une croissance moyenne annuelle de 2,8 %). En 2011, une accélération subite de la surface cultivée à la suite d'un quadruplement des prix payés aux producteurs, permet en quatre ans, de doubler la production en 2014, et d’obtenir une croissance moyenne annuelle de 21,9 % (sur les quatre années 2011-2014). La production mondiale record de 186 147 t en 2014 s’est, au cours des années suivantes, stabilisée entre 148 000 et 185 000 t. La Bolivie a fait le choix de profiter de la forte demande internationale pour accroître ses exportations de quinoa : elles sont passées de 10 % de la production nationale en 2000 à 60 % en 2012 alors que le Pérou est passé 1 % à 20 %.
Toutefois les statistiques de la FAO ne s’appuient que sur les trois producteurs andins, Pérou, Bolivie et Équateur. Selon Didier Bazile (2015), la culture du quinoa aux États-Unis et au Canada pourrait maintenant représenter environ 10 % du quinoa mondial et ainsi passer devant celle de l’Équateur.
L'intérêt mondial pour le quinoa a conduit à une hausse des prix considérable dans les pays andins,. Le Pérou reste le premier exportateur mondial devant la Bolivie et l'Équateur. Plus de la moitié de la production est exportée vers les États-Unis, un peu moins d'un tiers vers l'Union européenne et 6 % vers le Canada, ces trois régions représentant donc 94 % des exportations de quinoa bolivien.
Depuis 2009, la culture à grande échelle du quinoa a été introduite en France, de l'Anjou jusqu'au Poitou, et en Corrèze. Le pionnier de cette culture est Jason Abbott, un ingénieur agronome américain que l'intolérance au gluten de sa fille avait convaincu de développer cette amarantacée. La production française est passée de 100 à 200 hectares entre 2009 et 2010 puis à 1 500 ha en 2015. Deux cent cinquante agriculteurs se sont engagés dans cette toute première et unique filière de culture de la graine andine et en produisent plus de 2 000 tonnes par an. Le prix de ce quinoa français demeure supérieur à celui importé d'Amérique du Sud mais le produit intéresse les consommateurs privilégiant l'agriculture de proximité.
La demande croissante du marché mondial pour le quinoa a engendré des initiatives de la part des agriculteurs boliviens en vue d'en intensifier la production. Le développement des superficies de quinoa se fait aux dépens d'activités comme l'élevage traditionnel du lama (élevé pour sa viande et sa laine et dont le fumier servait à fertiliser le sol) ou la culture d'autres productions vivrières lorsque le climat le permet sur l'Altiplano Nord en dehors de la zone de puna. Cela pourrait avoir des conséquences à la fois environnementales (appauvrissement du sol par la réduction des jachères ou la mécanisation par la charrue à disques) et sociales importantes. Si cette tendance freine, voire inverse partiellement l'exode rural, les revenus apportés entraînent néanmoins des tensions au sujet des terres au sein des communautés villageoises,.
|          | 2019    | 2016    | 2016   | 2015    | 2010   | 2005   | 2000   | 1990   | 1990   |
| -------- | ------- | ------- | ------ | ------- | ------ | ------ | ------ | ------ | ------ |
| Pérou    | 89 775  | 79 000  | 53,3 % | 106 000 | 41 000 | 33 000 | 28 000 | 16 000 | 69,9 % |
| Bolivie  | 67 135  | 66 000  | 44,1 % | 75 000  | 37 000 | 25 000 | 24 000 | 6 000  | 27,2 % |
| Équateur | 4 505   | 4 000   | 2,6 %  | 13 000  | 2 200  | 700    | 700    | 700    | 2,9 %  |
| Total    | 161 415 | 149 000 | 100 %  | 194 000 | 80 000 | 58 000 | 53 000 | 23 000 | 100 %  |

## La graine de quinoa, analyse nutritive et usages
Dépourvues de gluten, riches en protéines et idéalement équilibrées en acides aminés, les graines de quinoa sont également une excellente source de minéraux essentiels, vitamines, antioxydants, acides gras et phytostérols, tous d’un grand intérêt, pour l’alimentation et la santé.
La graine de quinoa fut avec la pomme de terre et le maïs, un aliment de base des communautés andines de l’Altiplano. Elle était utilisée entière pour faire des soupes hautement nutritives (la sopa de quinoa) ou moulue en farine et semoule pour faire les bouillies (pito obtenue en réduisant les grains grillés en farine à laquelle on ajoute de l’eau, et parfois du lait, de la farine d’orge ou de fèves). Ailleurs dans le monde, elle est utilisée en salades, pour faire des gratins avec des courgettes et dans de multiples autres recettes. Elle est recherchée par tous ceux qui mangent des produits « sans gluten ».

## Année internationale du quinoa

Logo officiel de l’Année internationale du quinoa (2013)

L’Assemblée générale des Nations unies a proclamé 2013 « Année internationale du quinoa » afin de rendre hommage aux pratiques ancestrales des peuples andins qui ont su, de par leur savoir-faire et leur vie en harmonie avec la nature, préserver cet aliment pour les générations présentes et futures. L'Année internationale entend attirer l’attention au niveau mondial sur le rôle que joue le quinoa dans la sécurité alimentaire et la nutrition.
L’Organisation des Nations Unies pour l’alimentation et l’agriculture assure les services de Secrétariat de l’Année internationale. Le Comité est présidé par la Bolivie, assistée de l’Équateur, du Pérou et du Chili aux fonctions de vice-présidents, tandis que l’Argentine et la France ont été désignées comme rapporteurs.